# 대전팔경
대전팔경(大田八景)이란 대전광역시가 뽑은 대전광역시의 8가지 관광자원이다.

## 목록
- 유성온천휴양지
- 구봉산
- 엑스포과학공원
- 계족산
- 보문산
- 식장산
- 대청호
- 장태산